# Dribbling

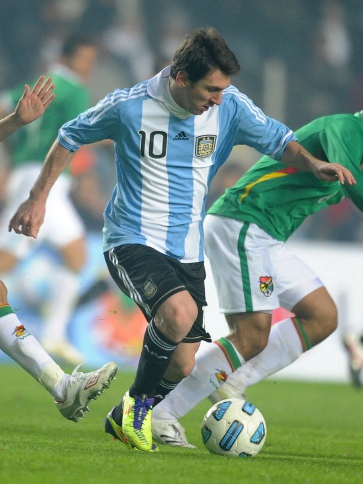
L'argentino Lionel Messi dribbla un avversario durante una partita di calcio

Il dribbling o meno comunemente dribblaggio è un gesto tecnico proprio di alcuni sport di squadra — tra cui calcio e pallacanestro — in cui l'atleta in possesso del pallone supera uno o più avversari mantenendo il controllo del pallone e senza che venga commesso un fallo.

## Calcio
L'esecuzione del dribbling — in cui sono necessari un buon controllo di palla, equilibrio, potenza fisica e velocità nella corsa — risulta una giocata di grande importanza, in quanto il calciatore che la effettua correttamente può guadagnare spazio sul terreno per un'azione personale oppure per servire un compagno di squadra. La mancata riuscita del dribbling può comunque comportare un calcio di punizione, qualora l'avversario compia un fallo per conquistare il pallone.
Il ricorso ai dribbling è talvolta sostituito da scambi del pallone in velocità («fraseggi»), atti a creare superiorità numerica negli spazi anziché affrontare direttamente gli avversari col rischio di perdere palla. Dal punto di vista storico, il brasiliano Garrincha — di ruolo ala destra — è ritenuto uno dei calciatori più abili nel dribbling.

### Dribbling famosi

#### Finta alla Matthews
È legato al nome del britannico Stanley Matthews, tra i calciatori più longevi della storia. Viene eseguito da fermo, fingendo un movimento col corpo in una direzione per poi scattare nell'altra eludendo la guardia dell'avversario.

#### Cruijff turn
Ideata dall'olandese Johan Cruijff, consiste nel far scorrere la palla sotto le gambe con l'interno del piede per poi scattare nella direzione opposta a quella attesa dal marcatore.

#### Elastico
Consiste nello spostamento del pallone dall'esterno all'interno del piede, completando il movimento con eventuali tocchi di tacco utili a disorientare l'avversario. Tipico del calcio brasiliano, è stato poi ripreso anche in altri stili.

#### Aurelio
Viene eseguito spostando il pallone con un solo piede, mentre l'altro è mantenuto in appoggio. Il suo nome è dovuto ad Aurelio Andreazzoli: durante una partita ufficiale il calciatore Rodrigo Taddei eseguì tale gesto, affermando poi di volerlo dedicare allo stesso Andreazzoli, all'epoca allenatore in seconda della Roma.

#### Boba
Caratteristico del repertorio tecnico di Andrés D'Alessandro, è un dribbling compiuto toccando la sfera con la suola del piede per poi condurla in avanti.

#### Doppio passo
È una finta eseguita muovendo le gambe attorno al pallone, simulando un tocco che non avviene.
Gesto tecnico utile a confondere l'avversario, è storicamente ricondotto all'ala italiana Amedeo Biavati.

#### Sombrero
È un dribbling eseguito quando il destinatario del pallone, con un avversario alle proprie spalle, colpisce la sfera sollevandola da terra in modo da scavalcare il marcatore e riguadagnarne il possesso una volta ripresa la corsa. La denominazione del gesto è dovuta alla traiettoria descritta dal pallone, assimilabile a quella del cappello messicano.

#### Tunnel
Viene eseguito facendo passare il pallone tra le gambe dell'avversario, inducendolo ad aprire uno spazio tramite finte di piede o di corpo. È talvolta chiamato anche busta.

#### Veronica
È l'azione tramite cui un calciatore compie una piroetta sul pallone, portandolo avanti con un piede e poi con l'altro per evitare l'avversario.
La denominazione deriva dal gesto tipico della "verónica" nella corrida, col quale il torero si sposta rapidamente di lato, evitando la carica del toro,  tendendogli la "muleta" (il drappo rosso scarlatto, steccato, che tiene in mano) incontro alle corna; il termine è utilizzato anche per indicare un gesto tennistico, reso celebre da Adriano Panatta che colpiva la palla dopo un movimento di braccia incrociato.

#### Croqueta
Prevede il rapido spostamento del pallone da un piede all'altro, potendo essere eseguito sia in corsa che da fermo.

## Pallacanestro
Il gesto tecnico del dribbling esiste anche nella pallacanestro, riferendosi alla situazione in cui il portatore di palla supera un avversario senza ricevere un fallo personale a suo carico e senza commettere, a sua volta, un'infrazione di passi.

## Pratica di allenamento
Per affinare le proprie doti nel dribbling, gli atleti praticano generalmente un allenamento con ostacoli da evitare senza perdere il possesso di palla: tale esercizio ha l'obiettivo di migliorare la coordinazione, la velocità e il controllo della palla.